# Variedad de Stiefel
En matemáticas, la variedad de Stiefel {\displaystyle V_{k}(\mathbb {R} ^{n})} es el conjunto de todos los k-marcos ortonormales en {\displaystyle \mathbb {R} ^{n},} es decir, es el conjunto de las k-tuplas de vectores ortonormales ordenados en {\displaystyle \mathbb {R} ^{n}.} Lleva el nombre del matemático suizo Eduard Stiefel. Del mismo modo, se puede definir la variedad de Stiefel compleja {\displaystyle V_{k}(\mathbb {C} ^{n})} de k-marcos ortonormales en {\displaystyle \mathbb {C} ^{n}} y la variedad de Stiefel cuaterniónica {\displaystyle V_{k}(\mathbb {H} ^{n})} de k-marcos ortonormales en {\displaystyle \mathbb {H} ^{n}}. De manera más general, la construcción se aplica a cualquier espacio prehilbertiano real, complejo o cuaterniónico.
En algunos contextos, una variedad de Stiefel no compacta se define como el conjunto de todos los k-marcos linealmente independientes en {\displaystyle \mathbb {R} ^{n},\mathbb {C} ^{n},} o en {\displaystyle \mathbb {H} ^{n};} resultando una equivalencia homotópica, ya que la variedad de Stiefel compacta es una retracción de deformación de la no compacta, mediante el proceso de ortogonalización de Gram-Schmidt. Las afirmaciones sobre la forma no compacta corresponden a las de la forma compacta, reemplazando grupo ortogonal (o unitario o grupo simpléctico) por grupo lineal general.

## Topología
Sea {\displaystyle \mathbb {F} } el equivalente de {\displaystyle \mathbb {R} ,\mathbb {C} ,} o {\displaystyle \mathbb {H} .}. La variedad de Stiefel {\displaystyle V_{k}(\mathbb {F} ^{n})} puede considerarse como un conjunto de matrices n × k expresando un k-marco como una matriz vector columna de orden k en {\displaystyle \mathbb {F} ^{n}.} La condición de ortonormalidad se expresa mediante A*A = {\displaystyle I_{k}}, donde A* denota la matriz traspuesta conjugada de A y {\displaystyle I_{k}} denota la matriz identidad de orden k × k. Entonces, se tiene que
{\displaystyle V_{k}(\mathbb {F} ^{n})=\left\{A\in \mathbb {F} ^{n\times k}:A^{*}A=I_{k}\right\}.}
La topología en {\displaystyle V_{k}(\mathbb {F} ^{n})} es la topología del subespacio heredada de {\displaystyle \mathbb {F} ^{n\times k}.} Con esta topología, {\displaystyle V_{k}(\mathbb {F} ^{n})} es una variedad compacta cuya dimensión viene dada por
{\displaystyle {\begin{aligned}\dim V_{k}(\mathbb {R} ^{n})&=nk-{\frac {1}{2}}k(k+1)\\\dim V_{k}(\mathbb {C} ^{n})&=2nk-k^{2}\\\dim V_{k}(\mathbb {H} ^{n})&=4nk-k(2k-1)\end{aligned}}}

## Como un espacio homogéneo
Cada una de las variedades de Stiefel {\displaystyle V_{k}(\mathbb {F} ^{n})} puede verse como un espacio homogéneo para la acción de un grupo clásico de forma natural.
Cada transformación ortogonal de un k-marco en {\displaystyle \mathbb {R} ^{n}} da como resultado otro k-marco, y dos k-marcos cualesquiera están relacionados mediante alguna transformación ortogonal. En otras palabras, el grupo ortogonal O(n) actúa transitivamente sobre {\displaystyle V_{k}(\mathbb {R} ^{n}).} La acción de un marco dado es el subgrupo isomorfo O(n−k) que actúa de manera no trivial sobre el complemento ortogonal del espacio abarcado por ese marco.
Asimismo, el grupo unitario U(n) actúa transitivamente sobre {\displaystyle V_{k}(\mathbb {C} ^{n})} con el subgrupo estabilizador U(n−k) y el grupo simpléctico Sp(n) actúa transitivamente sobre {\displaystyle V_{k}(\mathbb {H} ^{n})} con el subgrupo estabilizador Sp(n-k).
En cada caso, {\displaystyle V_{k}(\mathbb {F} ^{n})} puede verse como un espacio homogéneo:
{\displaystyle {\begin{aligned}V_{k}(\mathbb {R} ^{n})&\cong {\mbox{O}}(n)/{\mbox{O}}(n-k)\\V_{k}(\mathbb {C} ^{n})&\cong {\mbox{U}}(n)/{\mbox{U}}(n-k)\\V_{k}(\mathbb {H} ^{n})&\cong {\mbox{Sp}}(n)/{\mbox{Sp}}(n-k)\end{aligned}}}
Cuando k = n, la acción correspondiente es libre, de modo que la variedad de Stiefel {\displaystyle V_{n}(\mathbb {F} ^{n})} es un espacio homogéneo principal para el grupo clásico correspondiente.
Cuando k es estrictamente menor que n, entonces el grupo ortogonal SO(n) también actúa transitivamente sobre {\displaystyle V_{k}(\mathbb {R} ^{n})} con un subgrupo estabilizador isomorfo a SO(n−k), de modo que
{\displaystyle V_{k}(\mathbb {R} ^{n})\cong {\mbox{SO}}(n)/{\mbox{SO}}(n-k)\qquad {\mbox{ para }}k<n.}
Lo mismo se aplica a la acción del grupo unitario especial sobre {\displaystyle V_{k}(\mathbb {C} ^{n})}
{\displaystyle V_{k}(\mathbb {C} ^{n})\cong {\mbox{SU}}(n)/{\mbox{SU}}(n-k)\qquad {\mbox{ para }}k<n.}
Así, para k = n − 1, la variedad de Stiefel es un espacio principal homogéneo para el correspondiente grupo clásico especial.

## Medida uniforme
La variedad de Stiefel puede equiparse con una medida uniforme, es decir, una medida de Borel que es invariante bajo la acción de los grupos mencionados anteriormente. Por ejemplo, {\displaystyle V_{1}(\mathbb {R} ^{2})}, que es isomorfo al círculo unitario en el plano euclídeo, tiene como medida uniforme la medida uniforme obvia (longitud de arco) en la circunferencia. Es sencillo muestrear esta medida en {\displaystyle V_{k}(\mathbb {F} ^{n})} usando matrices aleatorias gaussianas: si {\displaystyle A\in \mathbb {F} ^{n\times k}} es una matriz aleatoria con entradas independientes distribuidas idénticamente según una distribución normal en {\displaystyle \mathbb {F} } y A=QR es la factorización QR de A, entonces las matrices, {\displaystyle Q\in \mathbb {F} ^{n\times k},R\in \mathbb {F} ^{k\times k}} son independientes y Q se distribuye según la medida uniforme en {\displaystyle V_{k}(\mathbb {F} ^{n}).} Este resultado es consecuencia del teorema de descomposición de Bartlett.

## Casos especiales
Un 1-marco en {\displaystyle \mathbb {F} ^{n}} no es más que un vector unitario, por lo que la variedad de Stiefel {\displaystyle V_{1}(\mathbb {F} ^{n})} es solo la 1-esfera en {\displaystyle \mathbb {F} ^{n}.}. Por lo tanto:
{\displaystyle {\begin{aligned}V_{1}(\mathbb {R} ^{n})&=S^{n-1}\\V_{1}(\mathbb {C} ^{n})&=S^{2n-1}\\V_{1}(\mathbb {H} ^{n})&=S^{4n-1}\end{aligned}}}
Dado un 2-marco en {\displaystyle \mathbb {R} ^{n},} considerar que el primer vector defina un punto en Sn−1 y el segundo un vector unitario tangente a la esfera en ese punto. De esta manera, la variedad de Stiefel {\displaystyle V_{2}(\mathbb {R} ^{n})} puede identificarse con el paquete tangente unitario to Sn−1.
Cuando k = n o n−1, se vio en la sección anterior que {\displaystyle V_{k}(\mathbb {F} ^{n})} es un espacio principal homogéneo, y por lo tanto difeomorfo con respecto al grupo clásico correspondiente:
{\displaystyle {\begin{aligned}V_{n-1}(\mathbb {R} ^{n})&\cong \mathrm {SO} (n)\\V_{n-1}(\mathbb {C} ^{n})&\cong \mathrm {SU} (n)\end{aligned}}}
{\displaystyle {\begin{aligned}V_{n}(\mathbb {R} ^{n})&\cong \mathrm {O} (n)\\V_{n}(\mathbb {C} ^{n})&\cong \mathrm {U} (n)\\V_{n}(\mathbb {H} ^{n})&\cong \mathrm {Sp} (n)\end{aligned}}}

## Funcionalidad
Dada una inclusión ortogonal entre espacios vectoriales {\displaystyle X\hookrightarrow Y,}, la imagen de un conjunto de k vectores ortonormales es ortonormal, por lo que hay una inclusión cerrada inducida de variedades de Stiefel, {\displaystyle V_{k}(X)\hookrightarrow V_{k}(Y),} y este es un funtor. Más sutilmente, dado un espacio vectorial X de n, la construcción de una base dual proporciona una biyección entre las bases de X y las bases del espacio dual {\displaystyle X^{*},} que es continua y, por lo tanto, produce un homeomorfismo de las variedades superiores de Stiefel {\displaystyle V_{n}(X){\stackrel {\sim }{\to }}V_{n}(X^{*}).} Esto también es un functor para isomorfismos de espacios vectoriales.

## Como paquete principal
Existe una proyección natural
{\displaystyle p:V_{k}(\mathbb {F} ^{n})\to G_{k}(\mathbb {F} ^{n})}
desde la variedad de Stiefel {\displaystyle V_{k}(\mathbb {F} ^{n})} sobre el grasmaniano de k-planos en {\displaystyle \mathbb {F} ^{n}}, que envía un k-marco al subespacio abarcado por ese marco. La fibra sobre un punto dado P en {\displaystyle G_{k}(\mathbb {F} ^{n})} es el conjunto de todos los k-marcos ortonormales contenidos en el espacio P.
Esta proyección tiene la estructura del fibrado principal G, donde G es el grupo clásico asociado de grado k. Tómese el caso real para facilitar la concreción del desarrollo. Existe una acción a derecha natural de O(k) en {\displaystyle V_{k}(\mathbb {R} ^{n})} que rota un k-marco en el espacio que abarca. Esta acción es libre pero no transitiva. Las órbitas de esta acción son precisamente los k-marcos ortonormales que abarcan un subespacio de dimensión k dado; es decir, son las fibras de la aplicación p. Argumentos similares son válidos en los casos complejo y cuaterniónico.
Entonces, se tiene una secuencia de paquetes principales:
{\displaystyle {\begin{aligned}\mathrm {O} (k)&\to V_{k}(\mathbb {R} ^{n})\to G_{k}(\mathbb {R} ^{n})\\\mathrm {U} (k)&\to V_{k}(\mathbb {C} ^{n})\to G_{k}(\mathbb {C} ^{n})\\\mathrm {Sp} (k)&\to V_{k}(\mathbb {H} ^{n})\to G_{k}(\mathbb {H} ^{n})\end{aligned}}}
Los fibrados vectoriales asociados de estos paquetes principales a través de la acción natural de G sobre {\displaystyle \mathbb {F} ^{k}} son solo los paquetes tautológicos sobre los Grassmannianos. En otras palabras, la variedad de Stiefel {\displaystyle V_{k}(\mathbb {F} ^{n})} es el paquete de marcos ortogonal, unitario o simpléctico asociado al paquete tautológico en un Grassmanniano.
Cuando se pasa al límite {\displaystyle n\to \infty }, estos paquetes se convierten en los paquetes universales para los grupos clásicos.

## Homotopía
Las variedades de Stiefel encajan en una familia de fibraciones:
{\displaystyle V_{k-1}(\mathbb {R} ^{n-1})\to V_{k}(\mathbb {R} ^{n})\to S^{n-1},}
por tanto, el primer grupo de homotopía no trivial del espacio {\displaystyle V_{k}(\mathbb {R} ^{n})} es de dimensión n − k. Además,
{\displaystyle \pi _{n-k}V_{k}(\mathbb {R} ^{n})\simeq {\begin{cases}\mathbb {Z} &n-k{\text{ par o }}k=1\\\mathbb {Z} _{2}&n-k{\text{ impar y }}k>1\end{cases}}}
Este resultado se utiliza en la definición teórica de la obstrucción de las clases de Stiefel-Whitney.